# Escultura de vulto

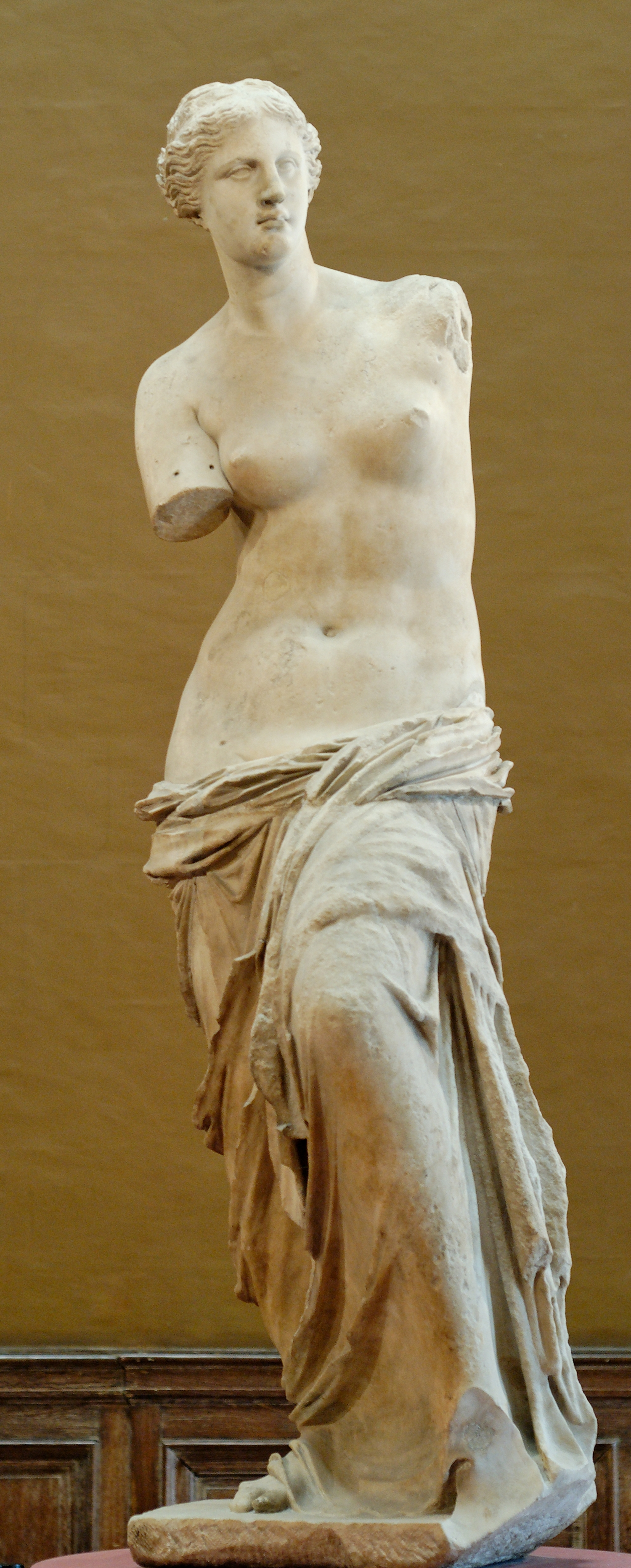
A Vénus de Milo, que repousa sobre uma base no solo, é uma escultura de vulto. (Museu do Louvre)

A escultura de vulto é uma técnica de escultura em três dimensões, que, contrariamente ao alto e baixo-relevo não está fisicamente ligada a um fundo (e sim colocada sobre uma base ou pedestal) e é observável de qualquer ângulo, mesmo que a parte posterior não tenha sido terminada (como por exemplo Hermes e Dionísio ou algumas estátuas medievais). É o tipo de escultura mais utilizado em representações figurativas.